# フィリップ・ボイト
フィリップ・ボイト（Philip Kimely Boit、1971年12月12日 - ）は、ケニアのクロスカントリースキー選手である。アフリカ大陸出身者として初めて冬季オリンピック（クロスカントリースキー）に出場したことで知られ、1998年長野オリンピックから2006年トリノオリンピックまで3大会連続で出場を果たしている。1972年ミュンヘンオリンピックで陸上男子800メートル走の銅メダルを獲得したマイク・ボイトは彼の従兄にあたる。

## 経歴

### 長野オリンピックを目指して
フィリップ・ボイトは大地溝帯近くのリフトバレー州エルドレットの農家の生まれで、もともとは陸上中距離走の選手であった。生地には雪が降らず、スキーの経験もなかった。
ボイトはスポーツウエアブランドナイキからのオファーに応じて、ヘンリー・ビトックという中距離走選手とともに1998年長野オリンピックへの出場を目指すことになった。当初はケニア国内でローラースキーのトレーニングを重ね、さらに1996年2月、フィンランドに移動してトレーニングを行った。
熱帯生まれのボイトにとって、フィンランドでの日々は驚きの連続であった。初めて見た雪だけではなく、スキー板を履いたことさえない彼は雪上でのトレーニングにも驚いたという。
ケニアは1998年長野オリンピックの出場枠を1つ獲得し、国内の代表選考を経てボイトがクロスカントリースキー競技で代表となった。彼は唯一のケニア代表選手として、長野オリンピック開会式では旗手も務めている。
1998年長野オリンピックのクロスカントリースキー競技では、10kmクラシカル（1998年2月12日）のみに出場した。エントリー98人のうち完走は92人で、ボイトは最下位（47分25秒5）で優勝者のビョルン・ダーリ（ノルウェー）の記録（27分24秒5）から約20分遅れで完走した。ダーリはボイトをフィニッシュラインで待ち受け、ゴールした彼を抱きかかえて「素晴らしい、君こそ真の勇者だ」と称賛した。ダーリは「彼を励ましてあげたかった。あの厳しい状況でも、彼は決して諦めなかった」と、当時を回想した。ボイトはダーリについて「僕のコーチがよく（ダーリのことを）話題にしていましたし、僕も彼のことをよくテレビで見ていました。でも、優勝した彼が、僕のことを待っていたなんて、信じられなかったです」と述べていた。
日本の観衆も、ボイトの健闘を讃えた。ボイトも「あの場にいた日本の人たちが、『ケニア、ゴー! 』とか『フィリップ、がんばって! 』って叫んでくれていた。最後にゴールをしたのに、まるでメダルが決まったかのような声援だったよ」と振り返っていた。
長野オリンピックから数週間後、ボイトは男児の父となった。その子にボイトは「ダーリ」と命名している。

### 長野オリンピック後

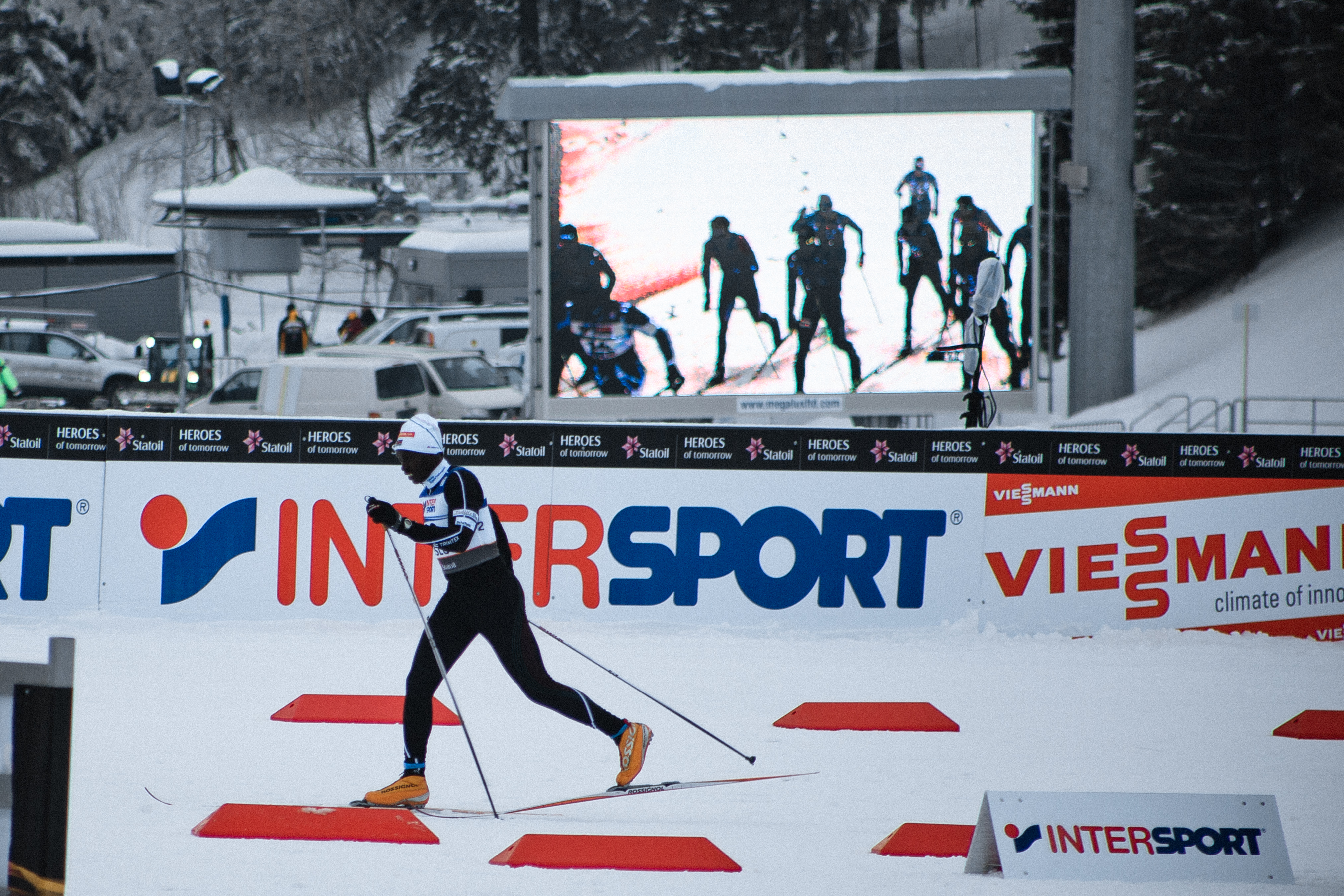
世界選手権でのボイト（2011年）

ボイトは2002年ソルトレークシティオリンピックと2006年トリノオリンピックにも、ケニア代表として出場を果たした。ソルトレークシティではスプリント競技（1.5㎞）と20キロメートル複合の2競技に出場し、前者では前半の10キロメートルクラシカルで敗退したものの完走70人（エントリー72人）のうち65位、後者では前半クラシカル（10キロメートル）で完走80人（エントリー83人）のうち77位とスキー技術の向上を見せた
トリノでは15キロメートルクラシカルのみに出場した。このときは完走96人（エントリー99人）のうち53分32秒4の記録で91位となり、最下位の選手（1時間7分15秒9）を10分以上引き離していた。
ボイトは病気のため2010年バンクーバーオリンピック出場を断念した。最後の国際大会となったのは2011年にオスロ（ノルウェー）で行なわれた世界選手権で、彼はダーリの応援を受けながら完走し、クロスカントリー・スキーヤーとしてのキャリアを終えた。
2021年、ボイトの息子ダーリは自分の名の由来となった父の親友ビョルン・ダーリと初めて対面した。2人は一緒にトレーニングをしながら、チャリティー・イベントなどの参加を通じて楽しい時間を過ごしたという。